# Quadrastichus
Quadrastichus är ett släkte av steklar som beskrevs av Girault 1913. Quadrastichus ingår i familjen finglanssteklar.

## Bildgalleri

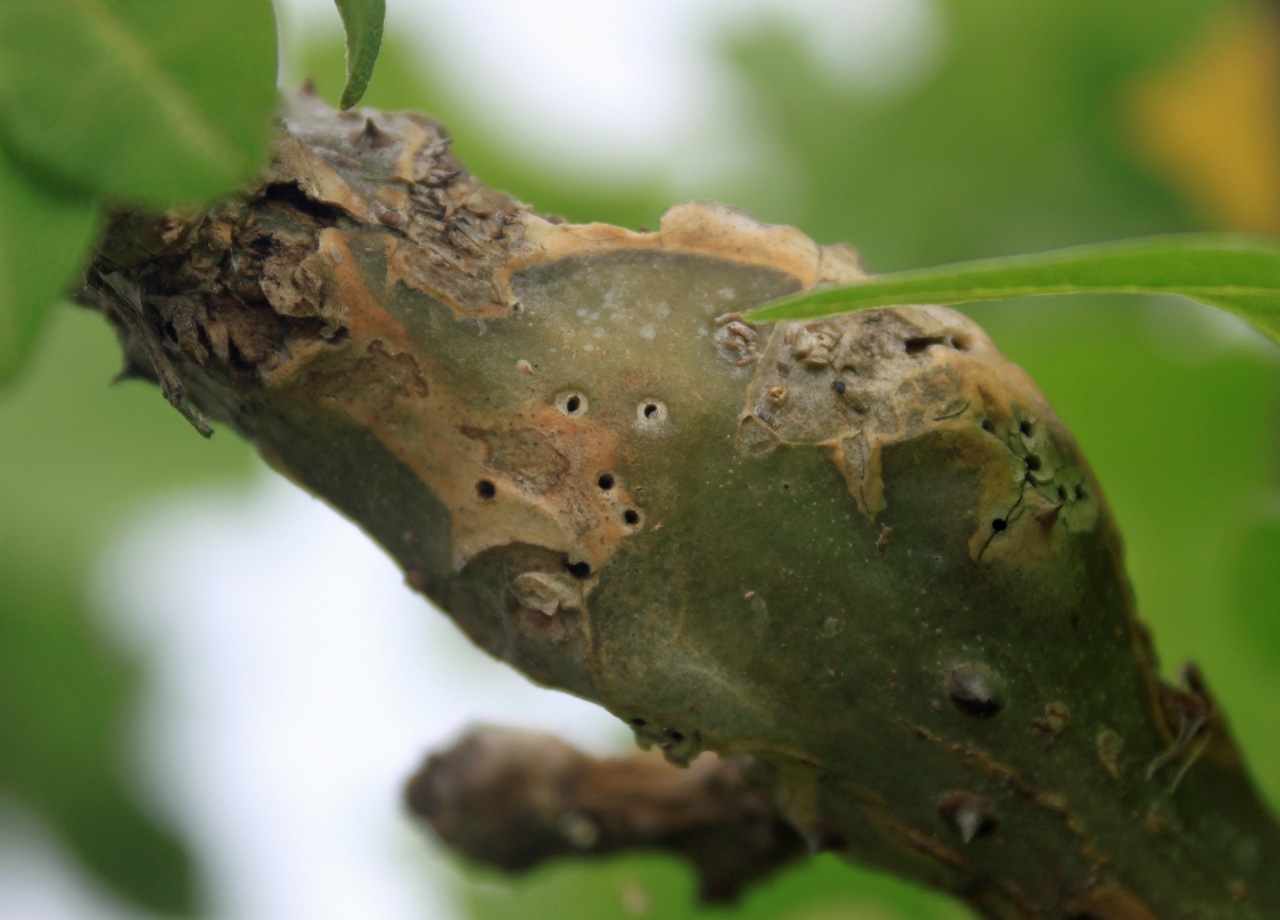
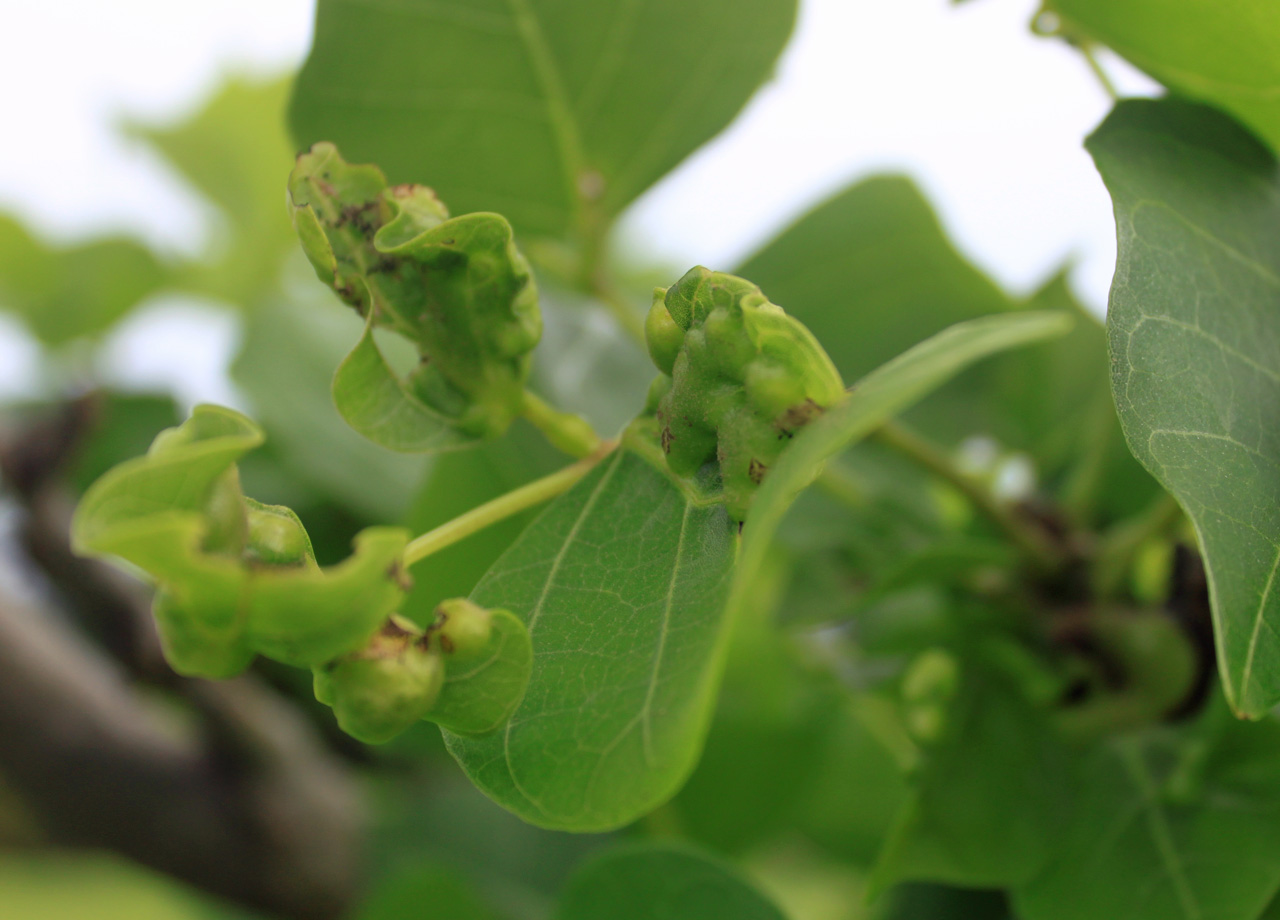
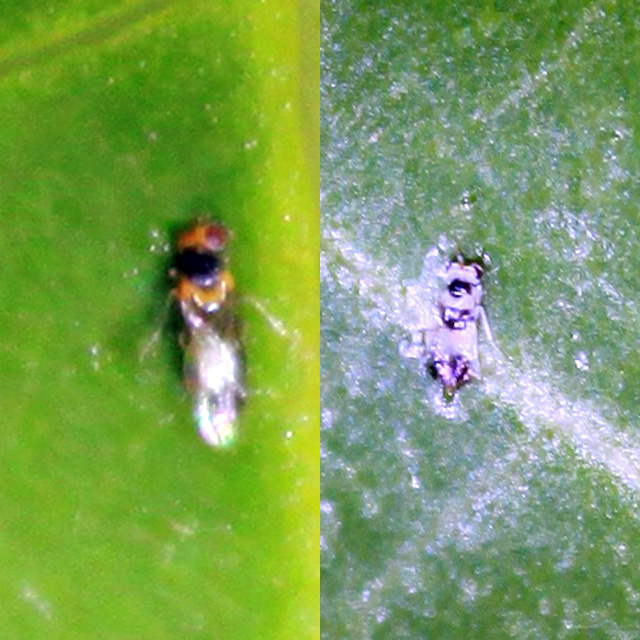

## Dottertaxa tillQuadrastichus, i alfabetisk ordning[1][2]
- Quadrastichus ainsliei
- Quadrastichus anysis
- Quadrastichus artemisiphilus
- Quadrastichus baadhoicus
- Quadrastichus baldufi
- Quadrastichus brevinervis
- Quadrastichus centor
- Quadrastichus citrella
- Quadrastichus citrinus
- Quadrastichus colothorax
- Quadrastichus cryptorrhynchi
- Quadrastichus diarthronomyiae
- Quadrastichus elachistus
- Quadrastichus erythrinae
- Quadrastichus flavus
- Quadrastichus flora
- Quadrastichus fungicola
- Quadrastichus haitiensis
- Quadrastichus lasiocerus
- Quadrastichus liriomyzae
- Quadrastichus longiclavatus
- Quadrastichus longicorpus
- Quadrastichus malhamensis
- Quadrastichus misellus
- Quadrastichus moskwitini
- Quadrastichus multisensillis
- Quadrastichus nigrinotatus
- Quadrastichus pedicellaris
- Quadrastichus perissiae
- Quadrastichus pigarevitschae
- Quadrastichus plaquoi
- Quadrastichus praecox
- Quadrastichus pteridis
- Quadrastichus pulchriventris
- Quadrastichus schamora
- Quadrastichus semilongifasciatus
- Quadrastichus solidaginis
- Quadrastichus soloni
- Quadrastichus stenocranus
- Quadrastichus storozhevae
- Quadrastichus ulysses
- Quadrastichus vacuna
- Quadrastichus ventricosus
- Quadrastichus whitmani
- Quadrastichus xanthosoma
- Quadrastichus zaslavskyi